# WrestleMania VIII
WrestleMania VIII est la huitième édition de la série évènementielle WrestleMania, réunion annuelle de catch (Lutte Professionnelle) présentée, organisée et produite par la World Wrestling Entertainment, et vidéo-diffusée selon le principe du paiement à la séance (pay-per-view).  Cet évènement s'est déroulé le 5 avril 1992 au Hoosier Dome d'Indianapolis (état américain de l'Indiana) devant 62 167 spectateurs.
Reba McEntire a chanté The Star-Spangled Banner avant le show et la célébrité Ray Combs assistait à l'évènement. 
C'est le premier WrestleMania où Gorilla Monsoon et Bobby The Brain Heenan commentaient ensemble pour l'ensemble des matches de la carte, et aussi le dernier WrestleMania ou officia Gorilla Monsoon.
En France, cet évènement fit l'objet d'une vidéo-diffusion sur Canal+ selon le système d'abonnement.

## Résultats
Un match prévu entre le British Bulldog et le Berzerker fut annulé peu avant l'évènement.
| #                                                          | Résultats | Stipulations                                           | Commentaires | Durée |
| ---------------------------------------------------------- | --- | ------------------------------------------------------ | --- | ----- |
| Dark match                                                 | Les Bushwhackers (Luke Williams et Butch Miller) battent les Beverly Brothers (Blake et Beau Beverly )                                                                       | Match par équipe                                       | | 10:00 |
| 1                                                          | Shawn Michaels (avec Sensational Sherri) bat Tito Santana | Match simple                                           | - Michaels a effectué le tombé sur Santana avec un bodypress après avoir renversé une tentative de bodyslam.                                                                                          | 10:38 |
| 2                                                          | L'Undertaker bat Jake The Snake Roberts | Match simple                                           | - L'Undertaker a effectué le tombé sur Roberts après un Tombstone Piledriver. - Ce match amenait la série d'invincibilité de l'Undertaker à WrestleMania — démarrée lors de WrestleMania VII — à 2-0. | 06:36 |
| 3                                                          | Bret The Hitman Hart bat Rowdy Roddy Piper (c) | Match simple pour le WWF Intercontinental Championship | - Hart a effectué le tombé sur Piper en contrant une sleeper-hold en un roll-up. | 13:51 |
| 4                                                          | The Big Boss Man, Virgil, Sergeant Slaughter, et Hacksaw Jim Duggan battent The Nasty Boys (Brian Knobbs et Jerry Sags), Repo Man et le Mountie                              | Match par équipes de 4                                 | - Virgil a effectué le tombé sur Brian Knobbs. | 06:33 |
| 5                                                          | Macho Man Randy Savage (avec Miss Elizabeth) bat The Nature Boy Ric Flair (c) (avec Mr. Perfect)                                                                             | Match simple pour le WWF Championship                  | - Savage a effectué le tombé sur Flair avec un roll-up. | 18:04 |
| 6                                                          | Tatanka bat The Model Rick Martel | Match simple                                           | - Tatanka a effectué le tombé sur Martel après un flying crossbody. | 04:33 |
| 7                                                          | The Natural Disasters (Earthquake et Typhoon) battent Money Inc. (c) (The Million Dollar Man Ted DiBiase et Irwin R. Schyster) (avec Jimmy Hart) par décompte à l'extérieur. | Match par équipe pour le WWF Tag Team Champions        | - Money Inc. se sont intentionnellement laissés décompter à l'extérieur, afin de conserver les titres par équipe.                                                                                     | 08:38 |
| 8                                                          | Owen Hart bat Skinner | Match simple                                           | - Hart a effectué le tombé sur Skinner avec un roll-up. | 01:36 |
| 9                                                          | Hulk Hogan bat Sid Justice (avec Harvey Wippleman) par disqualification | Match simple                                           | - Sid fut disqualifié après une intervention de Wippleman dans le match. | 12:28 |
| (c) désigne le champion défendant son titre dans le match. | |                                                        | |       |